# The Best of Everything (album)
The Best of Everyting è una raccolta di Tom Petty, pubblicata il 1 marzo 2019. La raccolta contiene brani da solista, con gli Heartbreakers e coi Mudcrutch.

## Tracklist
1. "Free Fallin'" 4:15
2. "Mary Jane's Last Dance" 4:32
3. "You Wreck Me" 3:22
4. "I Won't Back Down" 2:56
5. "Saving Grace" 3:45
6. "You Don't Know How It Feels" 4:47
7. "Don't Do Me Like That" 2:41
8. "Listen to Her Heart" 3:02
9. "Breakdown" 2:42
10. "Walls (Circus)" 4:24
11. "The Waiting" 3:56
12. "Don't Come Around Here No More" 5:04
13. "Southern Accents" 4:42
14. "Angel Dream (No. 2)" 2:26
15. "Dreamville" 3:47
16. "I Should Have Known It" 3:38
17. "Refugee" 3:20
18. "American Girl" 3:33
19. "The Best of Everything" (Versione alternativa) 5:26
20. "Wildflowers" 3:10
21. "Learning to Fly" 4:01
22. "Here Comes My Girl" 4:23
23. "The Last DJ" 3:30
24. "I Need to Know" 2:22
25. "Scare Easy" 4:36
26. "You Got Lucky" 3:32
27. "Runnin' Down a Dream" 4:22
28. "American Dream Plan B" 2:59
29. "Stop Draggin' My Heart Around" 4:03
30. "Trailer" 3:19
31. "Into the Great Wide Open" 3:41
32. "Room at the Top" 5:01
33. "Square One" 3:26
34. "Jammin' Me" 4:03
35. "Even the Losers" 3:34
36. "Hungry No More" 5:56
37. "I Forgive It All" 4:14
38. "For Real" (Inedito) 3:52